# Star Wars: Battlefront

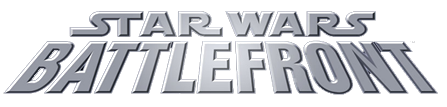
Logo von Star Wars: Battlefront

Star Wars: Battlefront ist eine im Star-Wars-Universum angesiedelte Computerspielreihe des Shooter-Genres. Sie wurde ursprünglich von Pandemic Studios entwickelt, später allerdings von anderen Studios übernommen. Die Titel erschienen bereits für zahlreiche Plattformen, etwa die PlayStation 2, die Xbox, den Macintosh und für Windows. Lediglich der dritte Teil der Serie, Star Wars Battlefront: Renegade Squadron, erschien exklusiv für die tragbare Spielkonsole PlayStation Portable, sowie der vierte Teil Star Wars Battlefront: Elite Squadron, der auch für den Nintendo DS erschien.
Das Konzept der gesamten Serie ähnelt dem der Battlefield-Reihe. Auf verschiedenen Karten, die bekannte Orte aus den Star-Wars-Filmen darstellen, kämpfen zwei Fraktionen um auf der Karte verteilte Kommandoposten. Wenn eins der Teams alle Posten erobert hat, hat es gewonnen. Der Spieler übernimmt die Rolle eines Soldaten in einer der beiden kämpfenden Armeen.

## Hauptreihe (2004–2005)

### Star Wars: Battlefront
Star Wars: Battlefront ist der erste Teil der Battlefront-Serie. Er erschien 2004 für Windows, PS2 und Xbox, ein Jahr später folgte eine Portierung für Macintosh und Mobiltelefone.
In Battlefront hat der Spieler die Möglichkeit, Gefechte an bekannten Orten des Star-Wars-Universums auszutragen. Dabei kann er auf Seiten der vier großen Fraktionen aus den Star-Wars-Filmen spielen. Für Battlefront wurden 10 Planeten (Hoth, Geonosis, Rhen Var, Bespin, Endor, Tatooine, Yavin 4, Naboo, Kashyyyk, Kamino), 4 Fraktionen, 20 Soldatentypen und 25 Fahrzeuge aus dem Star-Wars-Universums nachgebildet.
Es gibt insgesamt drei Spielmodi. In zwei Kampagnen wird grob die Geschichte der Star-Wars-Filme nacherzählt. Die Kampagnen bestehen aus lose aneinandergefügten Missionen, die kaum vom bekannten Spielgeschehen abweichen. In der Galaxiseroberung übernimmt der Spieler das Kommando über eine Armee und versucht, die auf einer galaktischen Karte angezeigten Planeten zu erobern. Sofortgefechte sind einzelne Gefechte, die auf den Karten aus den beiden vorigen Modi ausgetragen werden.
Ebenfalls gibt es einen Mehrspielermodus. Für Online-Spiele können sich bis zu 16 Spieler auf einem PS2-Host, bis zu 32 auf einem Xbox-Host und bis zu 64 auf einem PC-Host aufhalten. Wie bei Autorennspielen gibt es bei den Konsolen-Versionen auch einen Splitscreen-Modus, bei dem 2 Spieler am gleichen Spielgerät spielen können. Die offiziellen Mehrspieler-Server wurden allerdings 2012 deaktiviert.

### Star Wars: Battlefront II

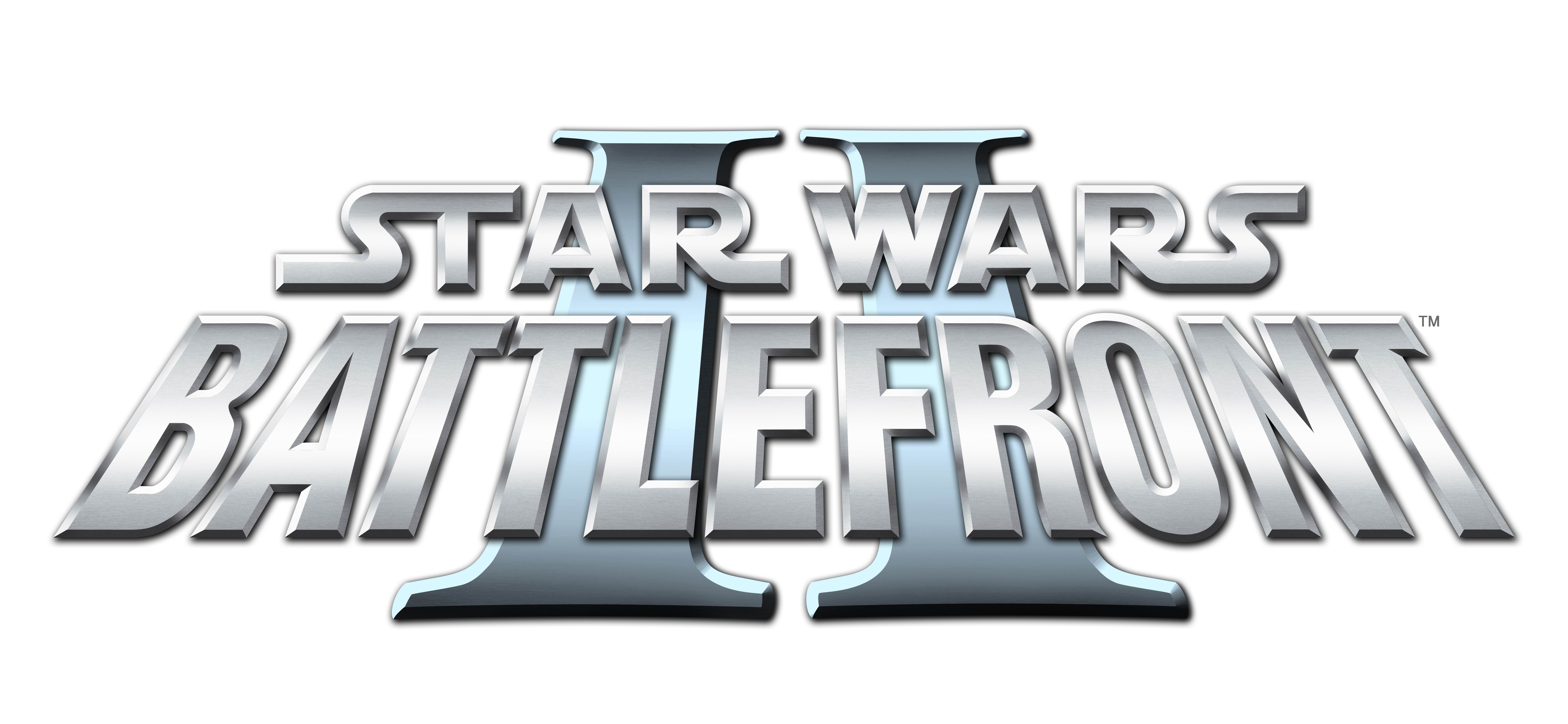
Logo von Star Wars Battlefront II

Star Wars: Battlefront II (kurz meist SWBF II genannt) ist ein im Star-Wars-Universum angesiedeltes Videospiel. Es handelt sich um den Nachfolger des erfolgreichen Ego- und Third-Person-Shooters Star Wars: Battlefront. Das Spiel wurde wie der Vorgänger von Pandemic Studios entwickelt und Ende 2005 von LucasArts für Windows, PS2, Xbox und PSP veröffentlicht. Die PSP-Portierung entwickelte das Studio Savage Entertainment.
Im Spiel übernimmt der Spieler die Rolle eines Soldaten im Auftrag einer der vier zentralen Fraktionen der Star-Wars-Filme und nimmt an militärischen Auseinandersetzungen teil. Anders als beim Vorgänger beinhaltet Battlefront II eine zusammenhängende Kampagne, bei der die Hintergrundgeschichte eine größere Rolle spielt. Daher variieren die Missionen dieser Kampagne in größerem Maß voneinander, als sie es in Battlefront taten. Die Kampagne behandelt den Aufstieg des Imperiums und den Galaktischen Bürgerkrieg, ist also zeitlich zwischen den Star-Wars-Filmen Episode 3 und Episode 5 angesiedelt. Weitere Neuerungen umfassen neue Waffen, spielbare Helden-Charaktere und ein Medaillen-System.
Die Entwicklung des Spiels begann kurz nach der Veröffentlichung von Battlefront. Eine frühe Version wurde auf der Spielemesse E3 im Jahr 2005 demonstriert. Technisch basiert der Titel stark auf dem Vorgänger. Der Mehrspieler-Modus erfuhr dabei eine Erweiterung, da er es ermöglicht, mit bis zu 64 Spielern an einer Partie teilzunehmen.
Battlefront II wurde insgesamt gemischt bis positiv von der Fachpresse aufgenommen. Tester lobten die Erweiterung der aus dem Vorgänger bekannten Inhalte. Im Gegenzug kritisierten sie zu schwache Computergegner und unspektakuläres Level-Design. Auch unter kommerziellen Gesichtspunkten war der Titel erfolgreich. Mit über sieben Millionen verkauften Einheiten zählt der Titel zu den verkaufsstärksten aller Star-Wars-Videospiele.

## Neuauflage (seit 2015)

### Star Wars Battlefront (2015)

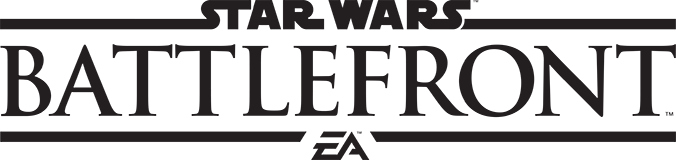
Logo von Star Wars Battlefront

Nach dem Verkauf von LucasFilm an Disney lizenzierte Disney die Entwicklungsrechte für Star-Wars-Spiele an Electronic Arts (EA). Als eines der ersten neuen Spiele kündigte EA am 10. Juni 2013 auf der E3 einen neuen Teil der Battlefront-Serie an. Das Spiel wurde von Digital Illusions CE entwickelt, dem für die Egoshooter-Reihe Battlefield verantwortlichen Tochterunternehmen von EA. Das Spiel besitzt eine eigenständige Handlung und nimmt keine Rücksicht auf die vorhergehenden Titel der Reihe. Die Open Beta von Star Wars Battlefront lief vom 8. bis 13. Oktober 2015 auf der Online-Spielplattform Origin. An der Open Beta nahmen über neun Millionen Spieler teil. Das Spiel erschien am 19. November 2015, zeitnah zum Kinofilm Star Wars: Das Erwachen der Macht, für PlayStation 4, Windows und Xbox One. Nach enormer Kritik aufgrund einer fehlenden Kampagne wurde im Juli 2016 ein Offline-Modus veröffentlicht, der es Spielern ermöglicht, offline im Rahmen einer Solo-Mission oder mit einem Freund am Koop-Splitscreen gegen Bots anzutreten.

### Star Wars Battlefront II (2017)
Ende des Jahres 2016 wurde bekannt, dass eine Fortsetzung von der neu aufgelegten Serie erscheinen soll. Im Gegensatz zum Vorgänger soll eine eigene Singleplayer-Kampagne enthalten sein. Entwickler sind unter anderem neben Digital Illusions CE auch Criterion Games sowie Motive. Das Spiel erschien am 17. November 2017 für Windows, PlayStation 4 und Xbox One.

## Mobile Ableger (2007–2009)

### Star Wars Battlefront: Renegade Squadron
Eine weitere Fortsetzung ist das von Rebellion entwickelte Star Wars Battlefront: Renegade Squadron, das im September 2007 exklusiv für die tragbare Spielekonsole Playstation Portable von Sony Computer Entertainment veröffentlicht wurde.

### Star Wars Battlefront: Mobile Squadrons
Star Wars Battlefront: Mobile Squadrons ist ein Handyspiel, das vom singapurischen Unternehmen Mikoishi entwickelt und durch den amerikanischen Publisher THQ Wireless veröffentlicht wurde. Es war im Januar 2009 von THQ angekündigt worden und erschien am 4. Mai 2009 zunächst exklusiv zum Download beim amerikanischen Telefonanbieter AT&T. Ab dem 15. Mai 2009 war es dann auch über andere Anbieter verfügbar.
Das Spiel umfasst fünfzehn Level, in denen der Spieler verschiedene Klonsoldaten steuert. Er kann sich für eine von vier Fraktionen entscheiden: Rebellion und Imperium aus der klassischen Star-Wars-Filmtrilogie und Klonarmee oder Droidenarmee aus der Star-Wars-Prequel-Trilogie.

### Star Wars Battlefront: Elite Squadron
Elite Squadron ist ein weiterer Ableger der Battlefront-Reihe, der von LucasArts für die tragbaren Spielkonsolen PlayStation Portable und Nintendo DS entwickelt wurde und am 6. November 2009 herauskam.
In diesem Spiel übernimmt der Spieler die Rolle des Klonsoldaten X2 in den Klonkriegen, dem galaxisumspannenden Krieg der auch schon als Schauplatz der vorherigen Battlefront-Teile diente. Der Spieler kann darin sowohl die Spielfigur zu Fuß, als auch Fahrzeuge und Raumschiffe steuern.
Die PSP-Version unterstützt Mehrspieler-Gefechte mit bis zu 16 Spielern, die DS-Variante bis zu 4 Spieler.

## Eingestellte Projekte

### Star Wars: Battlefront III
Berichten verschiedener Spielemagazine zufolge beauftragte LucasArts den britischen Spieleentwickler Free Radical Design mit der Entwicklung eines dritten Teils der Spielereihe. Im Dezember 2008 wurde jedoch bekannt, dass Free Radical Design den Vertrag mit LucasArts nach zweijähriger Entwicklungszeit an dem noch nicht offiziell angekündigten Spiel wieder verloren hatte und infolgedessen Insolvenz anmelden musste.
Unter der Bezeichnung Star Wars Battlefront 3: Galaxy in Turmoil versuchen die Verantwortlichen von Frontwire Studio das Projekt wieder zum Leben zu erwecken. Das Spiel sollte nach einer Überarbeitung für den PC erscheinen, wurde aber nach einer Unterlassungsanordnung von Electronic Arts eingestellt.

## Romane
- Star Wars Battlefront: Twilight Kompanie von Alexander Freed, Februar 2016, Panini Verlag, ISBN 978-3-8332-3259-6
- Star Wars Battlefront II: Inferno-Kommando von Christie Golden, Oktober 2017, Panini Verlag, ISBN 978-3-8332-3568-9